# Gabrovo Knoll
Gabrovo Knoll är en bergstopp i Antarktis. Den ligger i Sydshetlandsöarna. Argentina, Chile och Storbritannien gör anspråk på området. Toppen på Gabrovo Knoll är 236 meter över havet.
Terrängen runt Gabrovo Knoll är varierad. Havet är nära Gabrovo Knoll åt sydväst. Trakten är glest befolkad. Närmaste befolkade plats är St. Kliment Ohridski Base, 11,7 kilometer norr om Gabrovo Knoll. 